# Фатальний інстинкт
Фатальний інстинкт (англ. Fatal Instinct) — американська комедія 1993 року. Пародія на фільми «Основний інстинкт», «Фатальний потяг» та інші.

## Сюжет
Поліцейський і адвокат в одній особі на ім'я Нед Рейвін, зраджує свою дружину з фатальною красунею Лолою. У цей час його дружина — Лана, разом зі своїм коханцем, збирається вбити чоловіка і отримати страховку. Також на свободу виходить кілер, який хоче помститися Неду, який не зумів його захистити. Однак герой зуміє виплутатися з цієї ситуації за допомогою своєї чарівної помічниці Лори.

## У ролях
| Актор                | Роль              |
| -------------------- | ----------------- |
| Арманд Ассанте       | Нед Рейвін        |
| Шерілін Фенн         | Лора Лінкольнбері |
| Кейт Нелліган        | Лана Рейвін       |
| Шон Янг              | Лола Каїн         |
| Крістофер МакДональд | Френк Келбо       |
| Джеймс Ремар         | Макс Шейді        |
| Тоні Рендалл         | суддя Скенкі      |
| Кларенс Клемонс      | Кларенс           |
| Майкл Кампсті        | чоловік Лори      |
| Джон Візерспун       | Арч               |